# Navarro Montoya
Carlos Fernando Navarro Montoya (Medellín, 26 de fevereiro de 1966) é um ex-futebolista colombiano, naturalizado argentino que atuava como goleiro.
Revelado pelo Vélez Sársfield em 1984, foi pelo Boca Juniors onde Navarro Montoya teve mais êxitos em sua carreira de 25 anos como futebolista profissional, tendo atuado em 323 partidas com a camisa Xeneize entre 1988 e 1996, conquistando 5 títulos. Antes, havia jogado pelo Independiente Santa Fe - única equipe de seu país natal em que jogou, entre 1986 e 1987. 
No futebol argentino, passou também por Chacarita Juniors, Independiente, Gimnasia de La Plata, Nueva Chicago, Olimpo e Luján de Cuyo. Jogou também por Extremadura, Mérida e Tenerife (Espanha), Deportes Concepción (Chile), Atlético Paranaense (2 jogos em 2006) e Tacuarembó (Uruguai), onde seria dispensado em abril de 2009 após brigar com o presidente da equipe, Daniel Albernaz, contestando o atraso salarial. Sem chances de encontrar outra equipe para seguir jogando, El Mono ("O Macaco", como era apelidado pela imprensa e torcida) encerrou a carreira aos 43 anos. Em 2011, virou comentarista da Radio Marca, de Madri.

## Seleção Colombiana
Em 1985, Montoya disputou 3 partidas pela Seleção Colombiana, durante a repescagem das Eliminatórias Sul-Americanas para a Copa de 1986. Isso fez com que o goleiro perdesse a chance de jogar na Seleção Argentina depois que se naturalizou.
Em 1998, pediu uma autorização da FIFA para representar a Albiceleste, imediatamente aceita pela entidade. Quase foi convocado para a Copa de 1998, mas o técnico Daniel Passarella considerou Montoya "velho demais" (El Mono tinha 32 anos na época) e não incluiu o goleiro na relação de 22 atletas - Pablo Cavallero, então jogador do Vélez Sársfield, foi convocado para ser a terceira opção ao gol argentino.
Após o vice-campeonato argentino em 2005-06, a convocação de El Mono para a Copa da Alemanha chegou a ser defendida por várias partes (inclusive o ex-goleiro Hugo Gatti, que fora "aposentado" por Montoya depois de cometer uma falha na derrota por 1 a 0 para o Deportivo Armenio, em 1988), porém o técnico José Pékerman optou pelo jovem Oscar Ustari, que relegara o veterano goleiro ao banco de reservas quando ambos jogavam no Independiente, para ser o segundo reserva.

## Treinador
Em 2013, estreou como treinador no Chacarita Juniors, mas sua passagem durou apenas 6 partidas.